# Коцак Арсеній

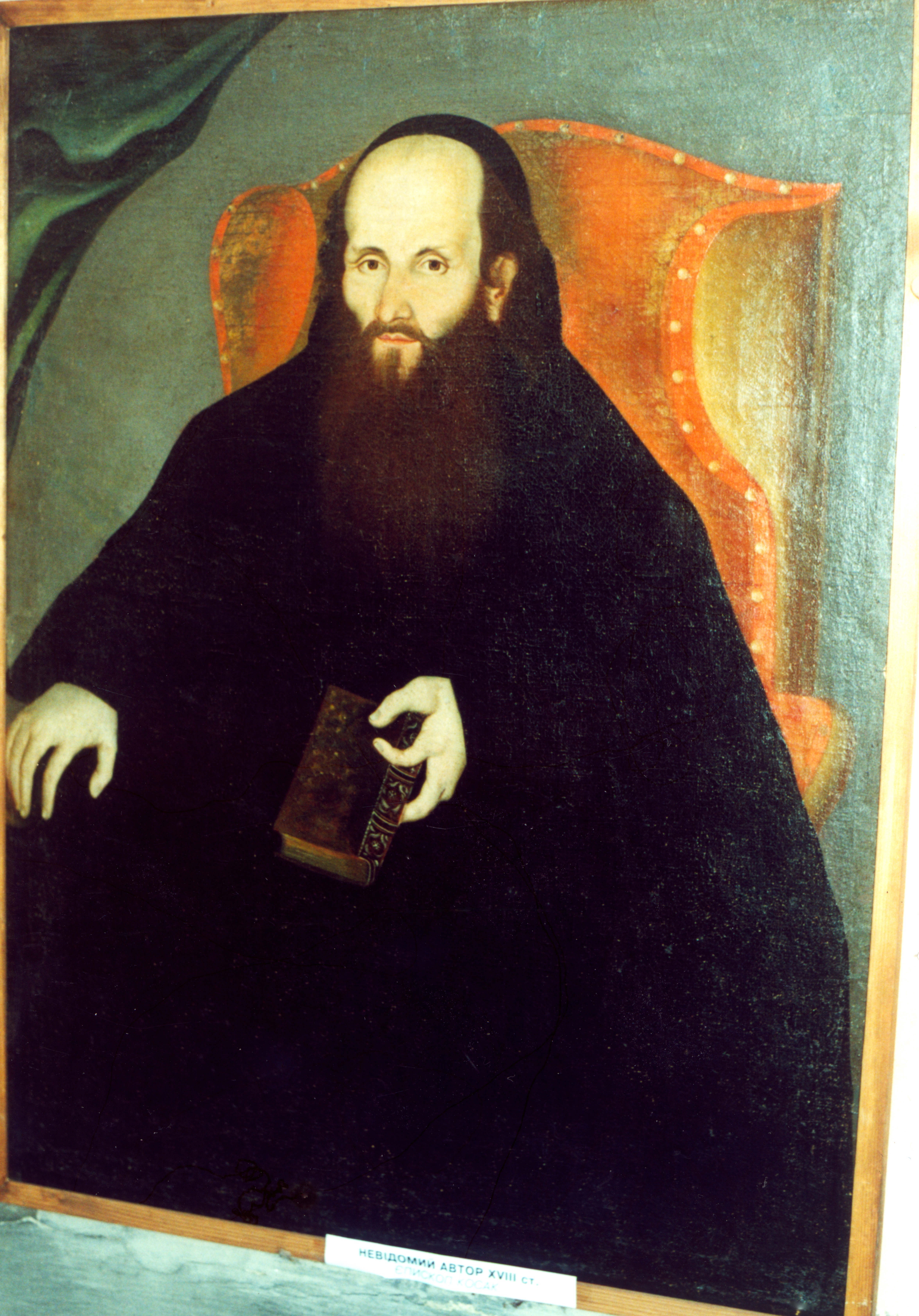
Коцак Арсеній, ЧСВВ

Арсеній Коцак (світське ім'я Олексій Федорович Коцак; 14 березня 1737, Великий Буківець, тепер Буківець Свидницького округу Пряшівського краю, Словаччина — 12 квітня 1800, Мукачеве, тепер Закарпатської області) — український філолог, письменник, педагог, церковний діяч.

## Біографія
Закінчив 1767 теологічний факультет Кошицького єзуїтського університету. Працював учителем монастирських шкіл на Закарпатті й Пряшівщині, був ігуменом монастирів.

## Наукова спадщина
Уклав «Грамматику русскую сирѣч правила извѣщателная и наставителная о словосложеніи слова языка славенского или русскаго» (три варіанти, 1768—88), опираючись при цьому на граматики Мелетія Смотрицького, Лаврентія Зизанія, латинської граматики пізнього Середньовіччя Е. Альвара та Філіпа Меланхтона, граматику російської мови М. Ломоносова. Підручник складається з чотирьох розділів (орфографія, просодія, етимологія і синтаксис).
Граматика Коцака — важливе джерело української історичної діалектології.